# اسید پانتوتنیک
ویتامین ب۵ یا اسید پانتوتِنیک یکی از ویتامین‌های گروه ب و از مواد مغذی ضروری است. نام این ویتامین از کلمهٔ یونانی پانتوتن (به یونانی: παντόθεν) به معنای از همه جا ریشه می‌گیرد. علت این نام‌گذاری این است که مقدار کمی از این ویتامین در تقریباً همهٔ غذاها یافت می‌شود. این ویتامین در چرخه کربس در تولید کوآنزیم آ مؤثر است.
این ویتامین محلول در آب است و در ترکیب با سیستیمین و ATP، کوآنزیم آ را به وجود می‌آورد. تبدیل اسید پانتوتنیک (ویتامین ب۵) به فسفوپنتتین توسط آنزیم پنتوتنات کیناز نخستین مرحله در تولید کوآنزیم آ در جانداران است. ویتامین ب۵ برای متابولیسم کربوهیدرات‌ها، چربی‌ها و پروتئین‌ها ضروری است و در سنتز هورمون‌ها نقش دارد. به علاوه، این ویتامین موجب رشد و مقاومت پوست و غشاهای مخاطی می‌شد. ویتامین ب۵ توسط گرما از بین می‌رود.
بدن انسان به طور متوسط به ۵ میلی‌گرم ویتامین ب۵ در روز نیاز دارد. این میزان که از طریق تغذیهٔ مناسب جذب بدن می‌شود در نوزادان حدود ۲ میلی‌گرم و در زنان شیرده ۷ میلی‌گرم است. کمبود ویتامین ب۵ معمولاً به هنگام سوءتغذیه بروز می‌دهد.
ویتامین ب۵ تقریباً در همهٔ غذاها به مقدار گوناگون یافت می‌شود؛ ولی دانه‌ها، غلات و به خصوص ژله رویال سرشار از این ویتامین هستند.